# Bavorská správa státních zámků, zahrad a jezer
Bavorská správa státních zámků, zahrad a jezer (Bayerische Verwaltung der staatlichen Schlösser, Gärten und Seen, zkráceně Bavorská správa zámků) je správní instituce Bavorského ministerstva financí, která se stará o zachování kulturních a historických památkových rezervací, zámků, hradů, rezidencí, parků a jezer v majetku státu. Sídlem úřadu je Mnichov (zámek Nymphenburg).
Své kořeny má v 18. století a je známa tím, že má na starosti zámek Neuschwanstein a další paláce z 19. století postavené Ludvíkem II. Bavorským. Zodpovídá za 45 historických památek a souborů. Toto číslo zahrnuje:
- 9 rezidencí, jako je královská rezidence Mnichov a rezidence Würzburg
- 14 vil a paláců, včetně zámků Neuschwanstein, Linderhof, Herrenchiemsee
- 10 pevností, včetně středověkého Norimberského hradu
- památníky, jako je Síň osvobození („Befreiungshalle") v Kelheimu, Síň slávy („Ruhmeshalle") a Síň vojevůdců („Feldherrnhalle") v Mnichově
- římskokatolický poutní kostel svatého Bartoloměje v Berchtesgadenu.

Je také zodpovědná za 27 historických zahrad a 21 jezer, především za Chiemsee, Starnberské jezero, Ammersee a bavorskou část Bodamského jezera.

## Galerie

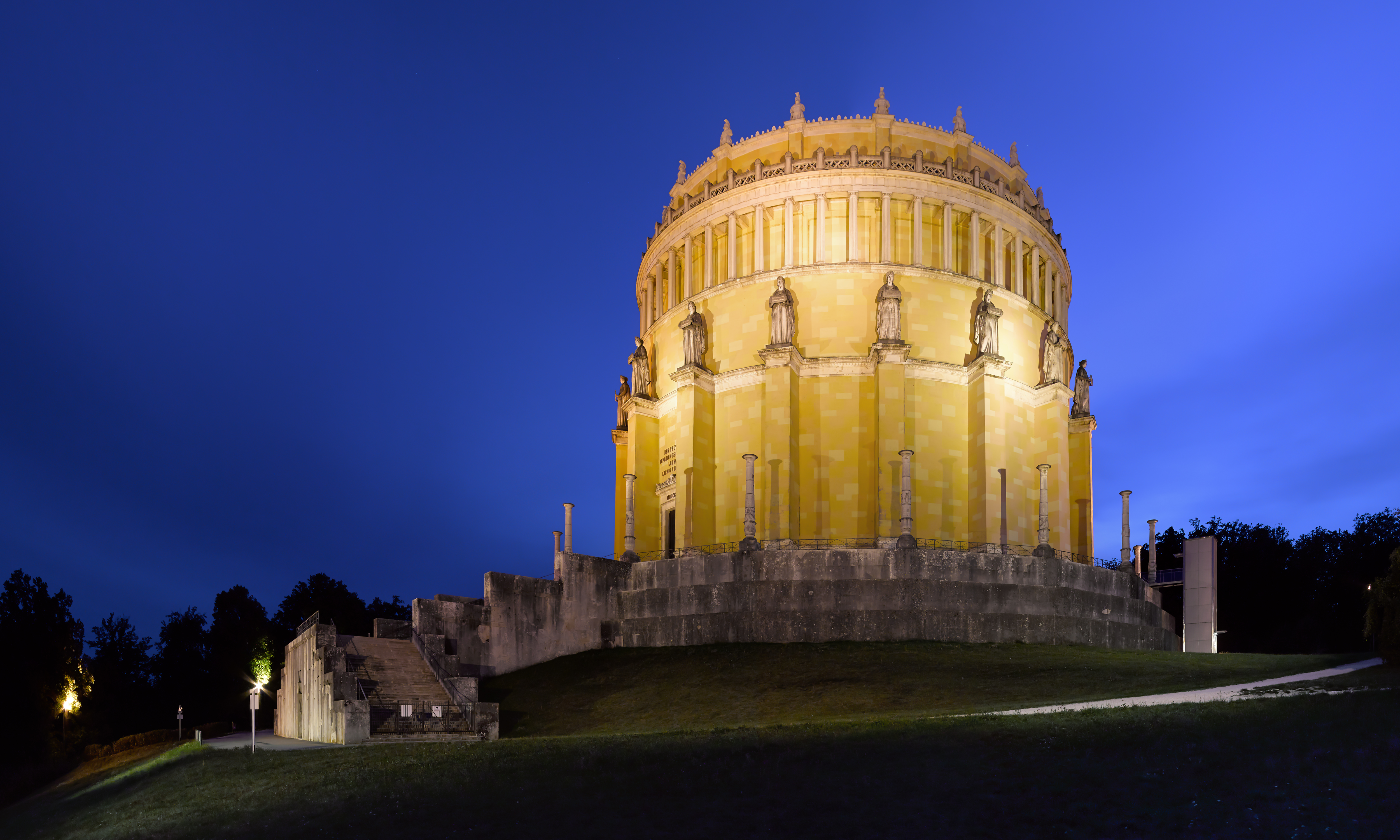
Síň osvobození Kelheim (Befreiungshalle)
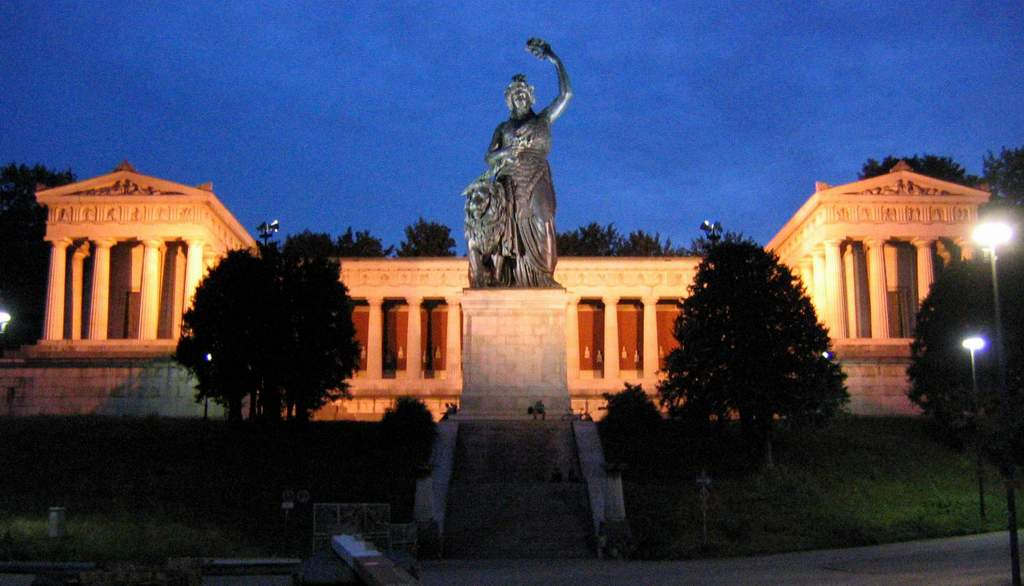
Síň slávy Mnichov (Ruhmeshalle)
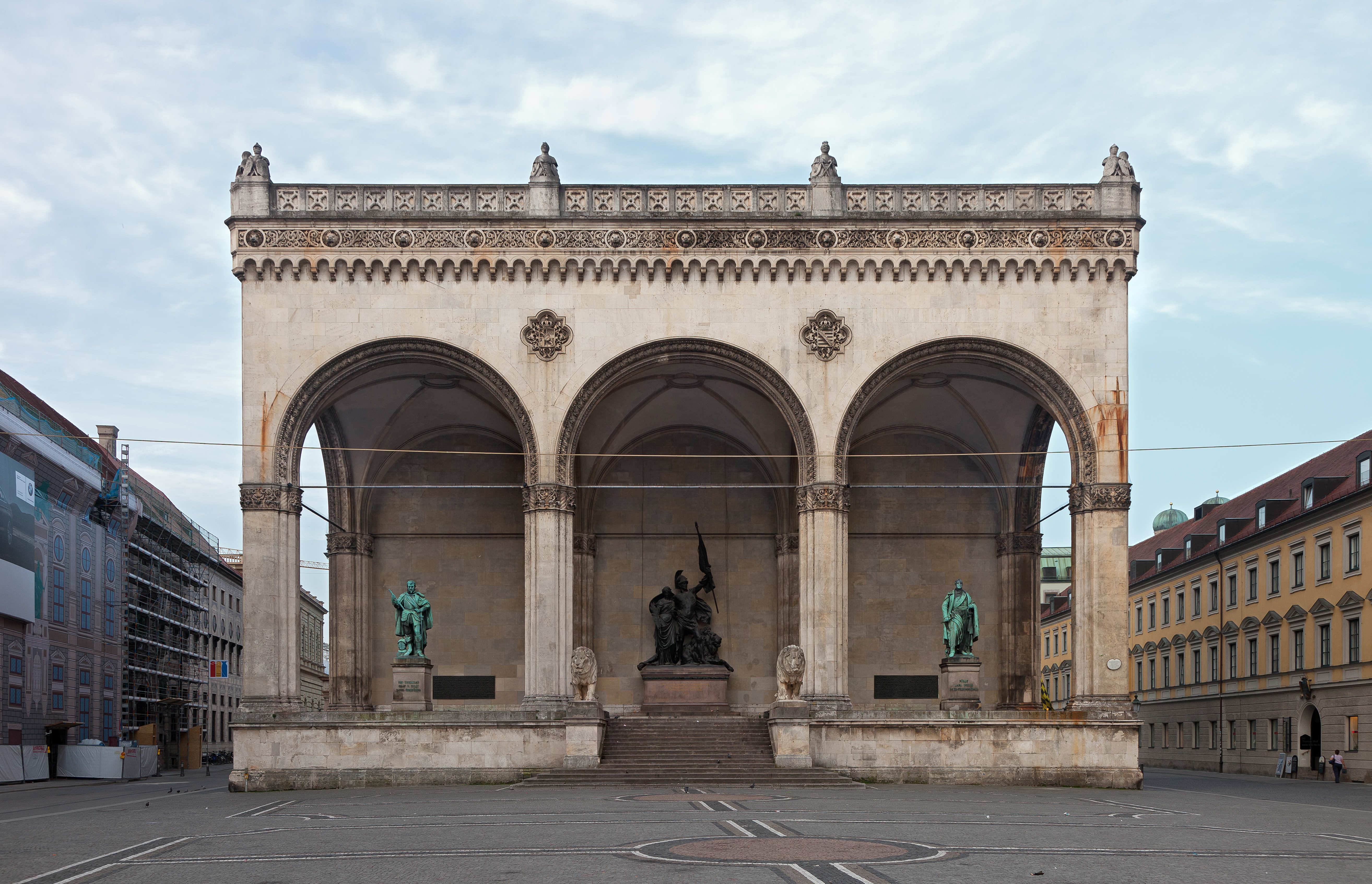
Síň vojevůdců (Feldherrnhalle) v Mnichově